# توم ستيرن (كاتب)
توم ستيرن (بالإنجليزية: Tom Stern)‏ (و. 1946  م) هو مصور سينمائي، وكاتب سيناريو أمريكي، ولد في بالو ألتو، كاليفورنيا.

## التعليم
تعلم في Palo Alto High School ‏.

## جوائز وترشيحات
حصل على جوائز منها:
جوائز
- Satellite Award for Best Cinematography [الإنجليزية]‏ (2006)

ترشيحات
- جائزة الأوسكار لأفضل تصوير سينمائي، عن عمل: استبدال (2008)
- Satellite Award for Best Cinematography [الإنجليزية]‏ (2004)
- Satellite Award for Best Cinematography [الإنجليزية]‏ (2008)
- Satellite Award for Best Cinematography [الإنجليزية]‏، عن عمل: استبدال (2004)
- Satellite Award for Best Cinematography [الإنجليزية]‏، عن عمل: استبدال (2006)
- Satellite Award for Best Cinematography [الإنجليزية]‏، عن عمل: استبدال (2008)
- Satellite Award for Best Cinematography [الإنجليزية]‏، عن عمل: نهر غامض (2004)
- Satellite Award for Best Cinematography [الإنجليزية]‏، عن عمل: نهر غامض (2006)
- Satellite Award for Best Cinematography [الإنجليزية]‏، عن عمل: نهر غامض (2008)
- César Award for Best Cinematography [الإنجليزية]‏ (2009)
- جائزة جمعية شيكاغو لنقاد السينما لأفضل تصوير سينمائي [الإنجليزية]‏، عن عمل: رسائل من إيوو جيما (2006)

ترشح لـ:
- César Award for Best Cinematography [الإنجليزية]‏، عن عمل: Paris 36 [الإنجليزية]‏ (2009)
- Satellite Award for Best Cinematography [الإنجليزية]‏، عن عمل: استبدال (2008)
- جائزة الأوسكار لأفضل تصوير سينمائي، عن عمل: استبدال (2008)
- جائزة جمعية شيكاغو لنقاد السينما لأفضل تصوير سينمائي [الإنجليزية]‏، عن عمل: رسائل من إيوو جيما (2006)
- Satellite Award for Best Cinematography [الإنجليزية]‏، عن عمل: أعلام آبائنا (2006)
- Satellite Award for Best Cinematography [الإنجليزية]‏، عن عمل: نهر غامض (2004).

## وصلات خارجية
- توم ستيرن على موقع IMDb (الإنجليزية)
- توم ستيرن على موقع ألو سيني (الفرنسية)
- توم ستيرن على موقع أول موفي (الإنجليزية)
- توم ستيرن على موقع بوكس أوفيس موجو (الإنجليزية)
- توم ستيرن على موقع قاعدة بيانات الأفلام السويدية (السويدية)
- توم ستيرن على موقع قاعدة بيانات الفيلم (الإنجليزية)
- توم ستيرن على موقع كينوبويسك (الروسية)